# Vendelínka
Vendelínka (Lorencovka, Vořechovský dvůr) je zaniklá usedlost v Praze 3-Žižkově, která stála na rohu ulic Kubelíkova a Slavíkova.

## Historie
Rozsáhlá usedlost sousedící na severovýchodě s Výšinkou a na západě s Kuchynkou byla pojmenována po svém majiteli Vendelínu Vořechovi. Na konci 18. století se u ní udává malá stáj, špejchar, stodola a další stáje. Ještě počátkem 20. století se při ní rozkládala velká zahrada.
Ve 2. polovině 19. století ji vlastnil František Lorenz, který si zde dal vystavěl vilu č.p. 379 podle plánu Karla Hartiga. Lorenzovi patřila talé nedaleká Horní Sklenářka. Roku 1910 původní usedlost Vendelínku i novou vilu Lorencovku spoluvlastnily s Lorenzovou rodinou Anežka Sinecká a Terezie Jenšovská. Obě nemovitosti zanikly po 1. světové válce.